# Thalictrum sessilifolium
Thalictrum sessilifolium är en ranunkelväxtart som beskrevs av B. Boiv.. Thalictrum sessilifolium ingår i släktet rutor, och familjen ranunkelväxter. Inga underarter finns listade i Catalogue of Life.